# Sagalassa coleoptrata
Sagalassa coleoptrata is een vlinder uit de familie Brachodidae. De wetenschappelijke naam van de soort is voor het eerst geldig gepubliceerd in 1854 door Francis Walker.